# Simon Vukčević
Simon Vukčević (Podgorica, Montenegro, 29 de enero de 1986) es un futbolista montenegrino. Juega de centrocampista.

## Biografía
Vukčević, nació en Podgorica, Montenegro (antigua RFS de Yugoslavia). Juega de centrocampista por la banda izquierda.
Empezó su carrera futbolística en las categorías inferiores de un equipo de su ciudad natal, el FK Budućnost Podgorica. En 2003 ficha por el Partizan de Belgrado, donde firma un contrato profesional. Con este equipo se proclama campeón de Liga en 2005.
A principios de 2006 se marcha a Rusia para jugar con el FC Saturn, equipo que realizó un desembolso económico cercano a los 7 millones de euros para poder ficharlo. No tuvo mucha suerte en este club, ya que jugó poco en su primera temporada, y en la siguiente el equipo fichó a un nuevo entrenador, Gadzhi Gadzhiev, quien no contaba con el jugador montenegrino.
El 28 de junio de 2007 ficha por el Sporting de Lisboa portugués, club que pagó 2 millones de euros por el 50% de los derechos del jugador. En su debut en pretemporada marcó un gol al Lille OSC. Debutó en la Primera División de Portugal contra el Académica de Coimbra. En su primera temporada en el Sporting gana una Taça da Liga, una Copa de Portugal y una Supercopa. Se mantiene en el equipo lisboeta hasta 2011.
El 26 de agosto de 2011 se confirma su fichaje por el Blackburn Rovers de Inglaterra, que desembolsaría cerca de tres millones de libras. Debutó con su nuevo equipo en la victoria frente al Arsenal F.C. por 4-3 en Ewood Park el 17 de septiembre de 2011. Anotó su primer gol con dicho conjunto frente al Leyton Orient en partido de Football League Cup, el 20 de septiembre de 2011 y el primero en la Premier League el 11 de diciembre, frente al Sunderland.

## Selección nacional
Participó con la Selección de fútbol de Serbia y Montenegro sub-21 en la Eurocopa sub-21 de 2004, donde llegó a la final, aunque el título finalmente fue a parar a Italia, que se impuso por tres goles a cero. También jugó en la Eurocopa sub-21 de 2006 donde su equipo consiguió el tercer puesto.
Disputó el Torneo masculino de fútbol en los Juegos Olímpicos de Atenas 2004, donde su selección no pasó de la fase de grupos. 
Vukčević fue internacional con la Selección de fútbol de Serbia y Montenegro, haciendo su debut en febrero de 2005 en un partido amistoso contra Bulgaria. Solo jugó 5 partidos con la selección absoluta, ya que a partir de 2006 se crea la Selección de fútbol de Serbia y la Selección de fútbol de Montenegro. Vukčević elige jugar con Montenegro.
Ha sido internacional con la Selección de fútbol de Montenegro en 37 ocasiones y ha marcado 2 goles. Su debut como internacional montenegrino se produjo el 24 de marzo de 2007 en un partido amistoso contra Hungría en el que su equipo se impuso por dos goles a uno. Ese fue el primer partido en la historia de la Selección montenegrina.

## Clubes
| Club                       | País       | Periodo   | PJ (G)  |
| -------------------------- | ---------- | --------- | ------- |
| F. K. Partizan de Belgrado | Serbia     | 2003-2006 | 52 (13) |
| F. C. Saturn               | Rusia      | 2006-2007 | 28 (1)  |
| Sporting Lisboa            | Portugal   | 2007-2011 | 77 (13) |
| Blackburn Rovers           | Inglaterra | 2011-2013 |         |
| Karpaty Lviv               | Ucrania    | 2013-2016 |         |
| GD Chaves                  | Portugal   | 2016-2017 | 11 (0)  |

## Palmarés

### Campeonatos nacionales
| Título                | Club                 | País                | Año  |
| --------------------- | -------------------- | ------------------- | ---- |
| Liga de Serbia        | Partizan de Belgrado | Serbia y Montenegro | 2005 |
| Copa de Portugal      | Sporting de Lisboa   | Portugal            | 2008 |
| Supercopa de Portugal | Sporting de Lisboa   | Portugal            | 2008 |
| Taça da Liga          | Sporting de Lisboa   | Portugal            | 2008 |